# Municipio de Truro (Illinois)
El municipio de Truro (en inglés: Truro Township) es un municipio ubicado en el condado de Knox en el estado estadounidense de Illinois. En el año 2010 tenía una población de 840 habitantes y una densidad poblacional de 9,07 personas por km².

## Geografía
El municipio de Truro se encuentra ubicado en las coordenadas 40°55′47″N 90°2′25″O / 40.92972, -90.04028. Según la Oficina del Censo de los Estados Unidos, el municipio tiene una superficie total de 92.65 km², de la cual 92,48 km² corresponden a tierra firme y (0,19 %) 0,18 km² es agua.

## Demografía
Según el censo de 2010, había 840 personas residiendo en el municipio de Truro. La densidad de población era de 9,07 hab./km². De los 840 habitantes, el municipio de Truro estaba compuesto por el 98,21 % blancos, el 0,36 % eran afroamericanos, el 0,12 % eran amerindios, el 0,36 % eran asiáticos y el 0,95 % eran de una mezcla de razas. Del total de la población el 0,71 % eran hispanos o latinos de cualquier raza.